# Turó de l'Horta
El Turó de l'Horta és una muntanya de 657 metres que es troba entre els municipis de Pontons i de Torrelles de Foix, a la comarca de l'Alt Penedès.